# 福島県道140号石川鴇子線
福島県道140号石川鴇子線（ふくしまけんどう140ごう いしかわとうのこせん）は、福島県石川郡石川町から平田村に至る一般県道である。

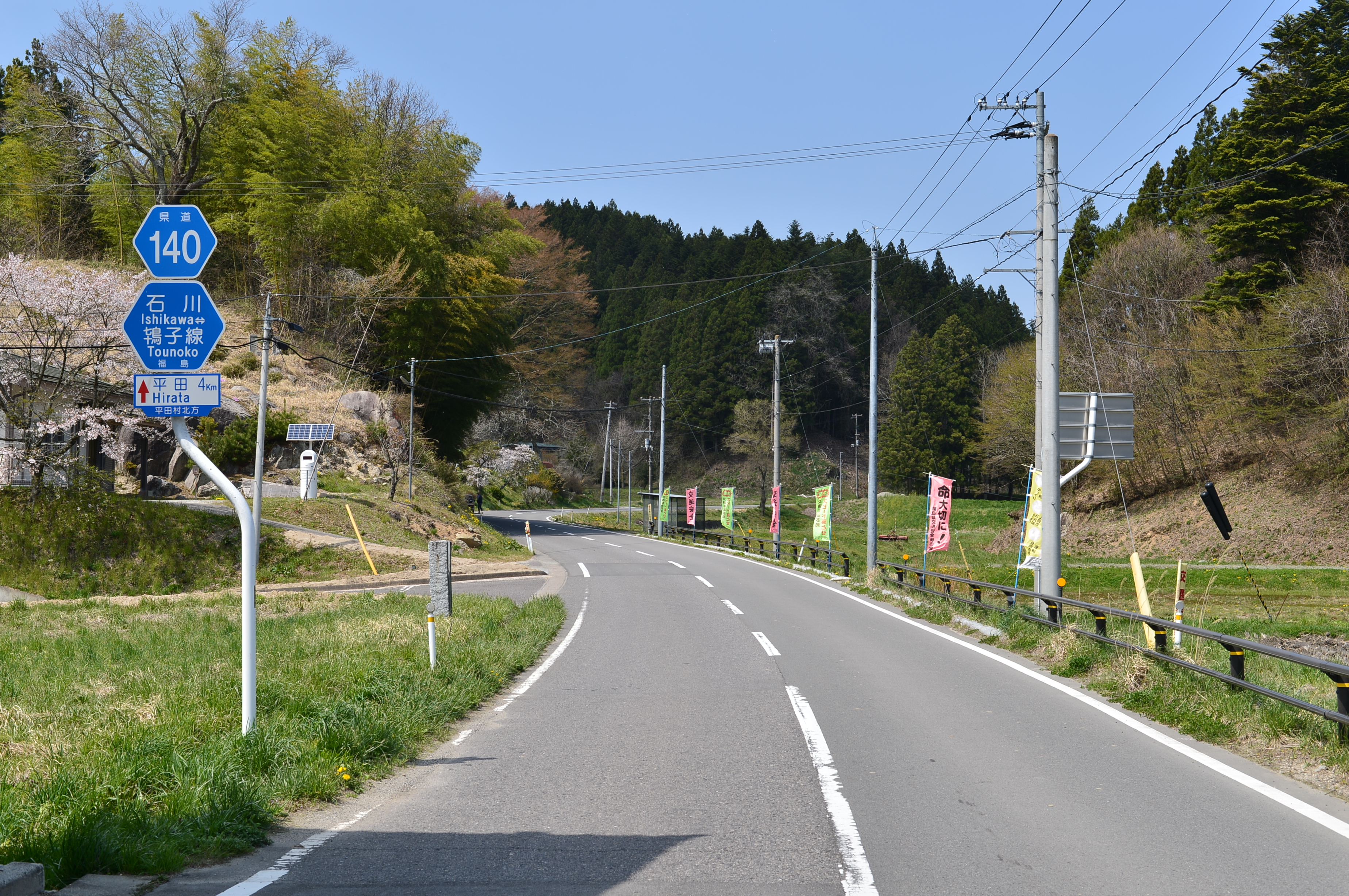
福島県道140号石川鴇子線
石川郡平田村北方（2015年4月）

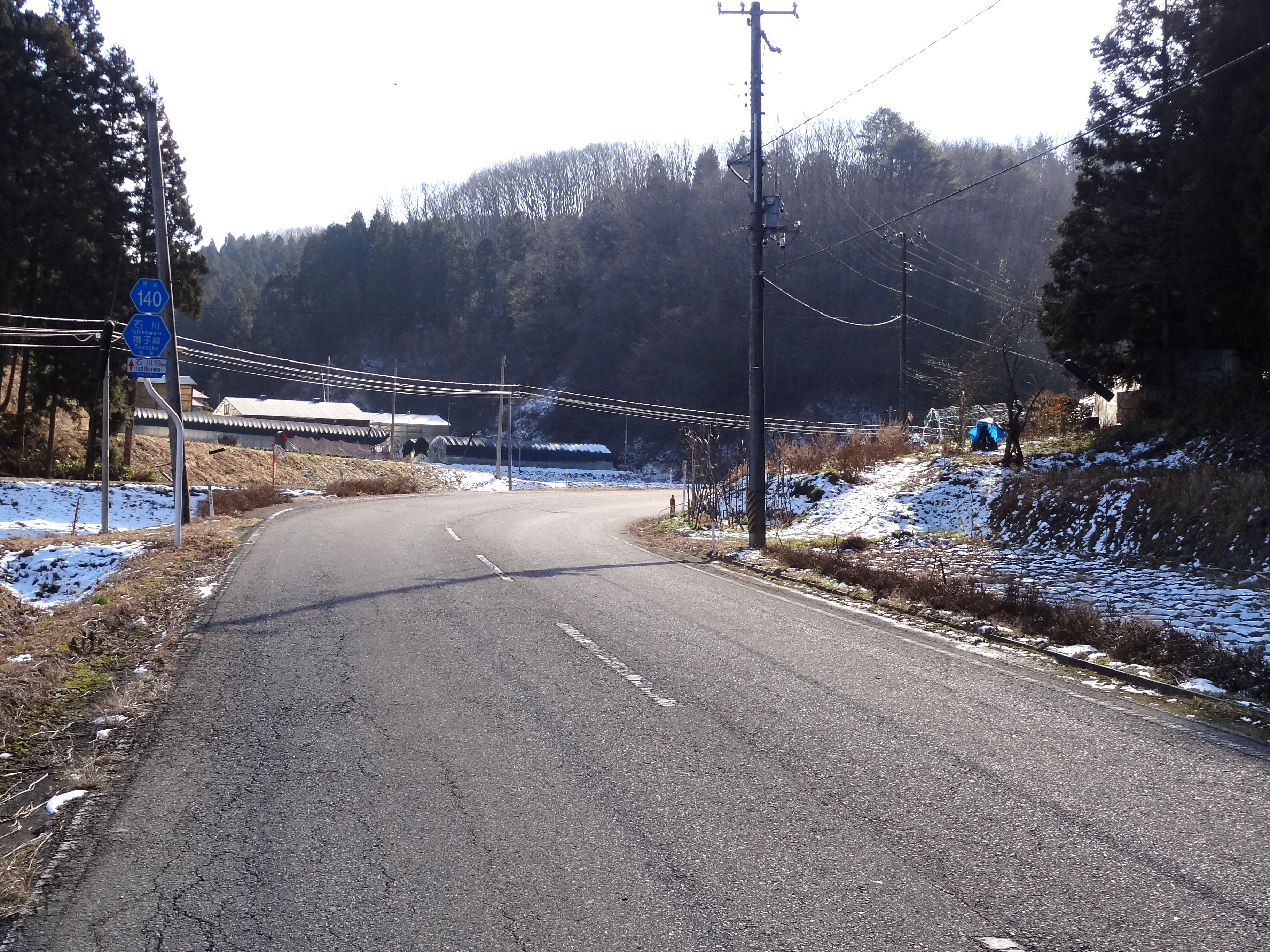
平田村大字東山付近（2011年12月）

## 路線概要
- 起点：石川郡石川町双里字神主
- 終点：石川郡平田村鴇子字札場
- 総延長：17.039 km[1]
  - 実延長：16.925 km
- 路線認定年月日：1976年10月8日[2]

### 重用路線
- 福島県道63号古殿須賀川線（石川郡石川町中田字上矢造地内）
- 福島県道285号北方遅沢線（石川郡平田村北方字寺屋敷～同村東山字地我）

### 道路施設
暮坪橋
- 全長：17.6m
- 幅員：8.0m
- 竣工：1981年[3]

平田村中倉字暮坪にて一級水系阿武隈川水系平田川を渡る。

## 地理

### 通過する自治体
- 石川郡石川町 - 平田村

### 交差する道路
- 石川町内
  - 福島県道14号いわき石川線（起点）
  - 福島県道63号古殿須賀川線 古殿町方面（中田字上矢造）
  - 福島県道63号古殿須賀川線 須賀川市方面（中田字上矢造）
- 平田村内
  - 福島県道285号北方遅沢線 古殿町方面（平田村北方字寺屋敷）
  - 福島県道285号北方遅沢線 遅沢方面（平田村東山字地我）
  - 国道49号（鴇子字札場〈鴇子交差点〉終点）

### 沿線
- 矢造簡易郵便局
- 平田村立小平小学校
- 小平郵便局 (福島県)